# 남아랄해
남아랄해는 1987년 아랄해가 농업용수의 공급으로 수위가 감소해 둘로 나뉜 호수의 남쪽 반을 가리킨다. 2003년에는 남아랄해도 반으로 갈라져, 동부 유역과 서부 유역으로 나뉘였으며, 둘 사이에는 작은 해협(바닥 높이 29 m (95 ft))이 있어 물 자체는 연결되어 있지만 둘 사이의 순환은 일어나지 않는다. 2005년 북아랄해의 수산업을 지키기 위해 강에 댐을 건설하며, 남아랄해로 유입되는 마지막 수원이 차단되었다. 2008년 동부 유역이 반으로 갈라졌으며, 2009년 5월에는 거의 완전히 말라, 북아랄해와 서부 유역 사이에 작은 바르사켈메스호만 남았으며, 아랄쿰사막이 더욱 넓어지는 결과를 낳았다. 2010년에는 해빙수로 인해 잠시 동안 다시 채워졌으며, 2014년 다시 말랐다. 서부 유역은 서북쪽에서 유입되는 지하수로 유지되고 있어, 완전히 마르지는 않을 것으로 추정하고 있다.

## 배경
1960년대 소련은 우즈베키스탄과 카자흐스탄 면섬유 농업의 농업용수 공급을 위해 아랄해로 유입되는 두 강 아무다리야강과 시르다리야강의 물 흐름을 바꾸었다. 이로 인해 아랄해의 수위 감소가 가속되어, 1987년 남북으로 나뉘게 되었다. 북쪽에 생긴 호수는 북아랄해라고 부른다.

## 염도
2007년 기준, 서부 유역의 염분은 70 g/L, 동부 유역의 염분은 100 g/L였다. 두 유역을 연결하는 높이 29 m의 해협보다 수위가 낮아짐에 따라, 염분의 차이는 더욱 가속될 것으로 보인다. 현재 상태가 계속된다면 동부 유역은 강수량이 많으면 아무다리야강에서 일부 유입이 이루어져, 넓게는 4500 km2 규모의 땅을 1 m 정도 수심의 해수로 적셔 해당 지역의 경제활동을 마비시킬 가능성이 있으며, 서부 유역의 염도는 계속해서 증가할 것으로 보인다. 만약 아무다랴강에서 서부 유역으로 직접 물을 유입시키면 염분이 충분히 낮아져, 서부 유역에서는 다시 어업이 재개되고, 동부 유역은 홍수의 위험이 아에 없어질 수 있다.

## 현재
서부 유역은, 지하수 유입량이 연간 2 km3 (0.5 cu mi)이 유지된다는 가정 하에, 넓이 2,700–3,500 km2 (1,040–1,350 mi2), 평균 수심 14–15 m (46–49 ft), 최대 수심 37–40 m (121–131 ft) 선에서 안정될 것으로 보인다. 동부 유역은 2009년 여름 북아랄해와 서부 유역 사이 바르사켈메스호를 제외하고 완전히 말랐으나, 2010년 봄 눈이 녹으며 생긴 물이 유입되며 일부분 회복되었다. 동부 유역은 이후로도 계속 여름에 말라붙었다가 아무다리야강의 범람이나 북아랄해로 물을 유입시키는 댐의 범람 등 여러 요인으로 간헐적인 회복이 일어나고 있지만, 2010년 설치한 제방으로 인해 이러한 현상은 감소할 것으로 추정 중이다.
- 2002년 7월: 남아랄해의 기존 유역이 옅은 색으로 나타나 있다. 색이 옅을수록 물이 사라진 지 얼마 되지 않았음을 나타낸다.
- 2003년 11월: 동부 유역의 물이 대부분 증발하였다. 옥색 소요돌이는 수심이 낮았던 곳의 퇴적물이다.
- 2009년 8월: 동부 유역의 진흙이 말랐으며, 서부 유역으로 들어가는 물은 아주 약간만 남았다. 북아랄해와 서부 유역 사이 바르사켈메스호를 볼 수 있다.
- 2010년 7월: 다시 생겨난 동부 유역과 서부 유역 사이의 해협을 가까이서 찍은 것. 하얀 부분은 새로 생겨난 아랄쿰사막의 소금 평원이다.
- 2010년 8월: 눈이 녹아 생긴 해빙수가 아무다리야강을 통해 동부 유역으로 유입되어, 동부 유역이 다시 생겨났다.
- 2011년 9월: 북아랄해와 동부 유역에서 물이 사라졌으며, 서부 유역에는 물이 증가했다.
- 2014년 8월: 동부 유역이 완전히 말랐다.

2015년에는 서부 유역의 중앙과 동북쪽 일부분을 연결하는 해협이 가늘게 마름에 따라, 서부 유역 또한 둘로 갈라지기 시작하였으며, 2018년에는 완전히 분리되었다.

## 같이 보기
- 물 부족